# Afshār Jeq
Afshār Jeq (persiska: افشارجق, Afshār Jīq) är en ort i Iran.   Den ligger i provinsen Östazarbaijan, i den nordvästra delen av landet, 400 km nordväst om huvudstaden Teheran. Afshār Jeq ligger 1 707 meter över havet och antalet invånare är 459.
Terrängen runt Afshār Jeq är kuperad åt sydväst, men åt nordost är den platt. Runt Afshār Jeq är det ganska glesbefolkat, med 31 invånare per kvadratkilometer. Närmaste större samhälle är Hashtrūd, 17,5 km väster om Afshār Jeq. Trakten runt Afshār Jeq består i huvudsak av gräsmarker.